# Toral de Fondo
Toral de Fondo es una localidad del municipio leonés de Riego de la Vega, en la Comunidad Autónoma de Castilla y León. 
La iglesia está dedicada a san Bartolomé.

## Localidades limítrofes
Confina con las siguientes localidades:
- Al norte con Villarnera de la Vega.
- Al noreste con Santibáñez de la Isla.
- Al este con Santa María de la Isla.
- Al sur con Palacios de la Valduerna.
- Al suroeste con Castrotierra de la Valduerna.
- Al noroeste con Toralino de la Vega.

## Demografía
Evolución de la población
| Gráfica de evolución demográfica de Toral de Fondo entre 2000 y 2017 |
|                                                                      |
| Población de derecho (2000-2017) según el padrón municipal del INE   |

## Historia
Así se describe a Toral de Fondo en el tomo XV del Diccionario geográfico-estadístico-histórico de España y sus posesiones de Ultramar, obra impulsada por Pascual Madoz a mediados del siglo XIX:

Lugar en la provincia de León, partido judicial de la Bañeza, diócesis de Astorga, audiencia territorial y capitanía general de Valladolid, ayuntamiento de Riego de la Vega. Situado a la margen derecha del Tuerto; su clima, aunque algo frío, es bastante sano. Tiene 28 casas; iglesia parroquial (San Bartolomé) servida por un cura de ingreso y libre provisión, y buenas aguas potables. Confina con Palacios de Valduerna y la Isla. El terreno es de mediana calidad y de regadío en mucha parte. Los caminos son locales; recibe la correspondencia de la cabeza de partido. Producciones: granos, legumbres, lino, hortaliza, algunas frutas y pastos; cría ganado lanar y cabrío; caza de varios animales, y pesca de truchas y anguilas. Industria: telares de lienzos del país. Población: 27 vecinos, 104 almas. Contribución: con el ayuntamiento.
Diccionario geográfico-estadístico-histórico de España y sus posesiones de Ultramar